# Zelje
Zélje je kulturna rastlina vrste Brassica oleracea (kapus) s tesno prilegajočimi se, gladkimi listi.

## Etimologija
Zelje in zelenjava imata skupno etimologijo s pomenom »zelena rastlina«.

## Pridelava
| Pridelava zelja – 2020         | Pridelava zelja – 2020   |
| Država                         | Pridelava (milijone ton) |
| ------------------------------ | ------------------------ |
| Ljudska republika Kitajska     | 33,8                     |
| Indija                         | 9,2                      |
| Rusija                         | 2,6                      |
| Južna Koreja                   | 2,6                      |
| Ukrajina                       | 1,8                      |
| Svet                           | 70,9                     |
| Vir: FAOSTAT Združenih narodov |                          |

Leta 2020 je svetovna pridelava zelja (skupaj z drugimi kapusnicami) znašala 71 milijonov ton, pri čemer je Kitajska predstavljala 48 % celotne svetovne pridelave (preglednica). Druge pomembne pridelovalke so bile Indija, Rusija in Južna Koreja.